# Juraj Haulík
Juraj Haulík (maďarsky György Haulik de Váralya; 20. dubna 1788, Trnava, Horní Uhry – 11. května 1869, Záhřeb) byl slovenský římskokatolický duchovní, první arcibiskup záhřebský a chorvatský kardinál. Po dvě období také vykonával funkci chorvatského bána a byl tudíž faktickým nejvyšším představitelem Chorvatského království.

## Život

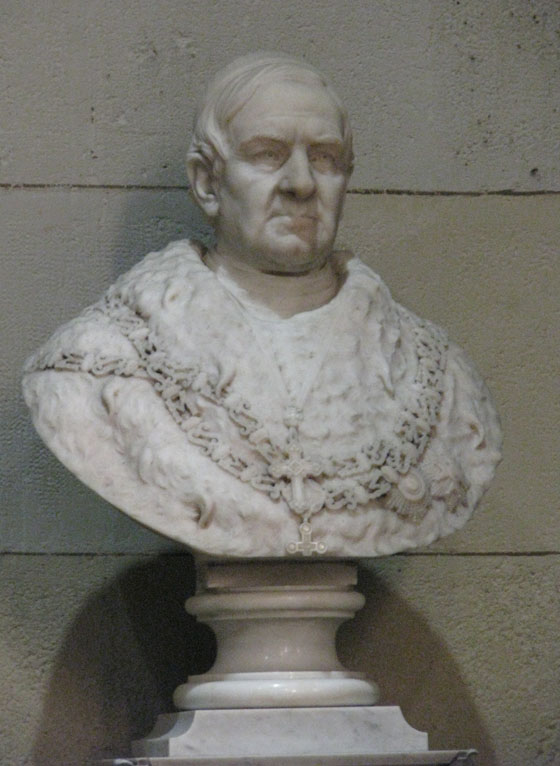
Busta Juraje Haulíka v záhřebské katedrále

Studoval teologii a filosofii v rodné Trnavě, poté v Ostřihomi a nakonec ve Vídni.
Po smrti záhřebského biskupa Alexandra Alagoviće v roce 1837 byl Haulík jmenován do jeho funkce. Po smrti chorvatského bána Franjo Vlašiće o tři roky později začalo jeho první období v této funkci. Během jeho úřadování byla zavedena chorvatština jako úřední a vyučovací jazyk ve školách. Jemu je také připisována zásluha na vzniku Matice chorvatské v roce 1842. Rovněž stál u zrodu záhřebského parku Maksimir.
Později ho v úřadu bána nahradil Maďar Ferenc Haller, který byl pověřen maďarizací Chorvatska. Prosazoval zákaz tehdejších projevů chorvatských vlastenců, kteří se označovali jako Ilyrové. Červencový protest organizovaný Chorvatskou národní stranou v roce 1845 nechal Haller násilím potlačit. Incident si vyžádal třináct mrtvých z řad protestujících, což vedlo k ukončení jeho působení ve funkci. Na jeho místo byl povolán opět Juraj Haulík.
Během jeho vlády v Chorvatsko-slavonském království byla roku 1847 chorvatština opět zavedena jako úřední jazyk. V roce 1848 během revoluce v Rakouském císařství, byl novým bánem jmenován generál Josip Jelačić, jenž významně přispěl k porážce vzbouřených Maďarů a současně hájil chorvatskou autonomii a podporoval národní uvědomění.
Jedním z dalších projevů rozšiřování autonomie Chorvatska v následujících letech bylo povýšení záhřebské diecéze na arcibiskupství a Haulíkovo jmenování prvním arcibiskupem a záhřebským metropolitou v roce 1852. Tím se římskokatolická církev v Chorvatsku stala nezávislou na Uhrách. V roce 1856 byl Haulík ještě jmenován kardinálem.
Všechny tyto úřady zastával až do své smrti v roce 1869. Byl pochován v záhřebské katedrále Nanebevzetí Panny Marie, svatého Štěpána a svatého Ladislava.

O svém původu prohlásil: 
| „ | Narodil jsem se jako Slovák, ale zemřu jako Chorvat. | “ |

## Pocta

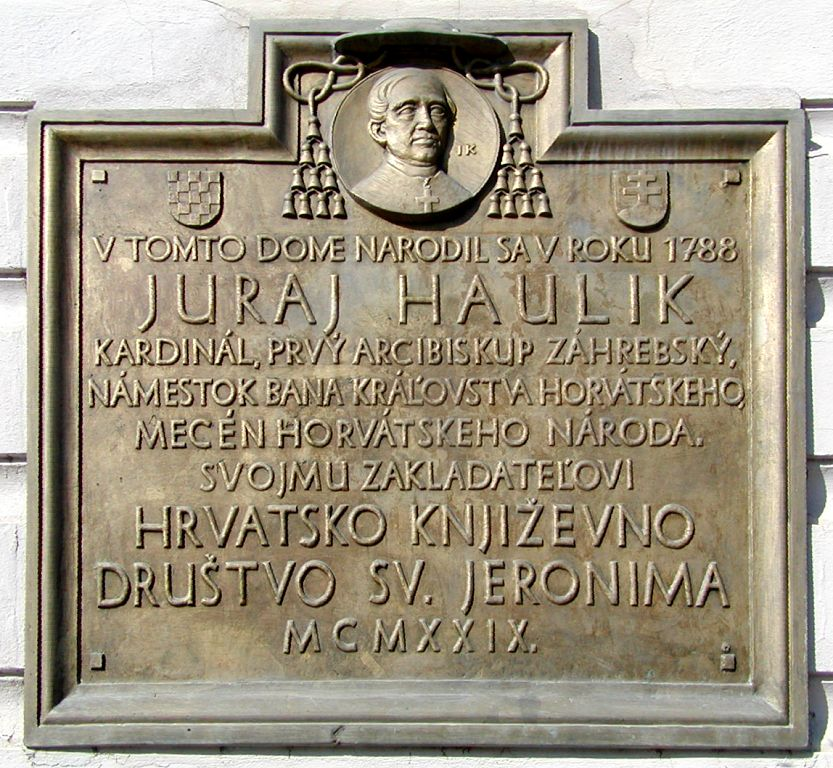
Pamětní deska na Haulíkově rodném domě v Trnavě

V roce 1999 Chorvatsko a Slovensko vydaly a společnou emisi poštovních známek věnovanou Haulíkovi.